# سارا جيل
سارا جيل (بالإسبانية: Sara Gil)‏ هي صحفية إسبانية، ولدت في 13 يوليو 1984 في طلبيرة في إسبانيا.